# 59. Armee (Rote Armee)
Die 59. Armee (russisch 59-я армия) war ein Großverband der Roten Armee die im Zweiten Weltkrieg an der nördlichen Ostfront eingesetzt wurde und zu Kriegsende 1945 über Schlesien ins Protektorat vorrückte.

## Erste Formation
Die 59. Armee wurde am 15. November 1941 im Militärbezirk Sibirien auf einer Direktive des Oberkommandos vom 2. November 1941 gebildet.
- Die erste Zusammensetzung bestand aus der 366., 372., 374., 376., 378., 382. Schützendivision sowie der 78. und 87. Kavalleriedivision.

Nach der Verlegung der Armee in den Bereich des Militärbezirks von Archangelsk beteiligten sich die Truppen bis Mitte Dezember 1941 am Ausbau der Befestigungen im Raum Tscherepowez und der Errichtung einer Verteidigungslinie entlang des Ufers der Scheksna bis zur Siedlung Myaksa. Ab dem 18. Dezember 1941 wurde die 59. Armee an die Wolchow-Front verlegt und besetzte eine Verteidigungslinie entlang des rechten Ufers des Flusses Wolchow. Die ersten großen Kämpfe fanden am 31. Dezember 1941 statt, dabei konnten Einheiten der 376. Schützendivision die Orte Perteschno und Tschudowo einnehmen.
Von Januar bis April 1942 nahmen die Truppen der 59. Armee an der Ljubaner Operation teil, wobei die Truppen zusammen mit der 4. und der 2. Stoßarmee den Hauptangriff über den Wolchow führten. Obwohl das angestrebte Ziel nicht erreicht wurde, konnte die 59. Armee schon im Januar 1942 die Orte Peresweta, Ostrow und Kiprowo befreien und im Februar einen Brückenkopf am linken Ufer des Wolchow-Flusses gewinnen. Die Gegenstöße der 59. Armee vereitelten die deutschen Absicht der vollständigen Einschließung der 2. Stoßarmee. Am 24. April wurde die 59. Armee kurzfristig der Leningrader Front unterstellt, kehrte aber am 9. Juni wieder zur Wolchow-Front zurück, wobei sie in neuer Zusammensetzung den Wolchow-Brückenkopf bei Mjasno Bor für den Ausbruch der 2. Stoßarmee offenhielt sowie die Linie am rechten Ufer des Flusses bis nach Ljubzow im Süden sicherte. Am 25. Juni 1942 wurde der Wolchowkessel um die 2. Stoßarmee vollständig geschlossen. Von dieser Zeit bis zum Mai 1943 befand sich die 59. Armee in der Defensive, hielt aber den westlichen Brückenkopf von Dymno, die Südflanke bis Nowgorod hielt wie bisher die 52. Armee.

## 1944 und 1945
Armeegliederung am 10. Januar 1944
- 6. Schützenkorps, Generalmajor Semjon Petrowitsch Mikulski (65., 239. und 310. Schützendivision)
- 14. Schützenkorps, Generalmajor Pawel Alexejewitsch Artjuschenko (191., 225. und 378. Schützendivision)
- 112. Schützenkorps, Generalmajor Filipp Jakowlewitsch Solowjow (2., 372. und 377. Schützendivision)
- Reserve: 7. Schützenkorps, Generalmajor Roman Iwanowitsch Panin (256. und 382. Schützendivision)

Im Januar–Februar 1944 standen die Truppen der 59. Armee im Angriff gegen die deutsche Heeresgruppe Nord. Während der Leningrad-Nowgoroder Operation eroberten die Truppen am 20. Januar Nowgorod zurück und beseitigten die Leningrader Blockade. Anschließend führten die Truppen den Angriff in Richtung Luga weiter und überschritten am 26. Januar die Bahnlinie Leningrad-Dno, in Zusammenarbeit mit der 67. Armee wurde der im Raum Luga befindliche Gegner zurückgedrängt.
Zweite Formation
Am 15. Februar 1944 wurde die 59. Armee der Leningrader Front überstellt; das Armeekommando der Frontreserve übergeben und die Truppenteile zur 67. und 8. Armee transferiert.
- Die neue Formation der 59. Armee umfasste zunächst das 117. (120., 123. und 201. Schützen-Division) und das 122. Schützenkorps (11., 43. und 189. Schützendivision) sowie neben der 30. Garde-Panzerbrigade eine Reihe weiterer Panzer- und Artillerie-Einheiten.

Die 59. Armee nahm bis zum Sommer 1944 am Ostufer des Chudsky-Sees neue Verteidigungsstellungen ein, die weiter über Vasknarva bis Gdow verliefen. Anfang Juni wurden große Teile der 59. Armee an die karelische Landenge verlegt. Während der Wyborger-Operation führten Teile der Streitkräfte in Zusammenarbeit mit den Streitkräften der Baltischen Flotte eine Landungsoperation an der Bucht von Wyborg durch. In der Nacht des 1. Juli 1944 scheiterte zunächst die erste Landung von Teilen der 124. Schützen-Division auf der Insel Teykarsaari, am 4. Juli landete die 224. Schützen-Division erfolgreicher auf den Inseln Swaninsaari und Ravansaari. In der folgenden Nacht wurden auch die kleinen Inseln Hietasaari, Melansaari und Kuolansaari besetzt. Bis zum 4. September hielten Einheiten der 59. Armee die besetzten Inseln, dann übernahm die 21. Armee ihre Positionen entlang der Mündung des Salmenkuito über das westliche Ufers des Vuoksi. Bis Finnland aus den Krieg ausschied und ein Waffenstillstand geschlossen wurde, schützte die 59. Armee mit dem neu unterstellten 43. und 97. Schützenkorps die Staatsgrenze an der karelischen Landenge vor der Vuoksa bis zum Finnischen Meerbusen. Am 2. Dezember wurde die Armee von der 21. Armee abgelöst und in die Reserve der Stawka zurückgezogen und auf das polnische Territorium in die Region Rzeszów, Lancut, Żołynia versetzt und dort am 20. Dezember der 1. Ukrainische Front überstellt.
Während der Weichsel-Oder-Operation 1945 trat die Armee am 14. Januar 1945 in ihrer neuen Zusammensetzung zwischen der 5. Garde- und der 60. Armee über den Fluss Nida im Norden in Richtung auf Mostek und im Süden auf Sosnowitz zum Angriff an.
Gliederung am 12. Januar 1945
43. Schützenkorps, Generalmajor Anatoli I. Andrejew
- 80. Schützendivision, Oberst Dmitri Naumowitsch Kusmin
- 135. Schützendivision, Oberst Filipp N. Romaschin
- 314. Schützendivision, Oberst Pjotr Filimonowitsch Jefimenko

115. Schützenkorps, Generalmajor Sergei Borisowitsch Kozachek
- 13. Schützendivision, Generalmajor Sergei Nikolajewitsch Alexandrow
- 92. Schützendivision, Generalmajor Matwej W. Winogradow
- 286. Schützendivision, Generalmajor Michail Danilowitsch Grischin
- 245. Schützendivision, Generalmajor Wladimir A. Rodionow

Während der Offensive befreiten ihre Einheiten in Zusammenarbeit mit den Truppen der 60. Armee und dem 4. Garde-Panzerkorps (Generalmajor P. P. Poljuborow) die Stadt Krakau (19. Januar), das KZ Auschwitz (27. Januar) und zusammen mit der 21. Armee das Kohlenrevier von Kattowitz (28. Januar).
Ende Januar 1945 erreichten die Truppen der 59. Armee die Oder westlich von Leschnitz und bildeten am linken Ufer einen Brückenkopf. Von Februar bis März nahm die 59. Armee an der Oberschlesischen Operation teil. In Zusammenarbeit mit der 21. und 4. Panzerarmee umzingelten ihre Truppen die aus 5 Divisionen bestehende deutsche Gruppe im Raum Oppeln. Während der Kämpfe befreite die 59. Armee die Städte Cosel (18. März), Krappitz (19. März), Oberglogau (19. März) und weitere Siedlungen. Als Fortsetzung der Offensive erreichten die Truppen am 20. März die Ausläufer des Sudeten-Gebirges an der Grenze zu Polen. Die 59. Armee schloss im Mai 1945 ihren Kampfweg mit der Teilnahme an der Prager Operation ab.

## Führung
Kommandeure
- Generalmajor Iwan Wassiljewitsch Galanin, 2. November 1941 bis 25. April 1942
- Generalleutnant Iwan Terentjewitsch Korownikow, 25. April 1942 bis 9. Juli 1945

Stabschefs
- Generalmajor Iwan Michailowitsch Tokarew, 2. November 1941 bis 1. Februar 1942
- Generalmajor Lembit Abramowitsch Pärn, 1. Februar – 16. April 1942
- Generalmajor Nikolai Wassiljewitsch Gorodetzki, 16. April – 14. Mai 1942
- Oberst Viktor Frantzewitsch Bogdanowitsch, 14. Mai – 4. Juni 1942
- Oberst Nikolai Nikolajewitsch Pachomow, 26. Mai – 31. Mai 1942
- Oberst Leonid Gawrilowitsch Sergejew, 4. Juni – 7. Juli 1942
- Generalmajor Pavel Alexsejewitsch Artjuschenko, 7. Juli 1942 bis 7. August 1943
- Generalmajor Nikolai Prokopjewitsch Kovalschuk, 8. August 1943 bis 7. September 1945

Mitglieder des Militärrats
- Korpskommissar Pjotr Akimowitsch Dibrow, 17. November 1941 bis 2. Juli 1942
- Generalmajor Pjotr Semenowitsch Lebedew, 7. Juli 1942 bis 5. September 1945